# Википедија на руском језику
Википедија на руском језику (такође руска Википедија; рус. русская Википедия) је верзија Википедије на руском језику, слободне енциклопедије, која данас има 2.047.044 чланака и заузима на списку Википедија 6. место.